# Barabas de Balorige
Barabas de Balorige is een stripverhaal uit de reeks van Suske en Wiske. Het is geschreven door Peter Van Gucht.

## Personages
In dit verhaal spelen de volgende personages mee:
- Suske, Wiske, tante Sidonia, Lambik, Jerom, professor Barabas, Nestor Pecunia, Georges (bediende), kwaadaardige kleuterzombies, Bakkestoe (stoerste der Gnoerfs), Totebel (koningin der Gnoerfs), Gnoerfs, Voenkeroep (koning van de Huaargs), Huaargs

## Locaties
Dit verhaal speelt zich af op de volgende locaties:
- het laboratorium van professor Barabas, het huis van tante Sidonia, het huis van Nestor, vallei met dorpen van de Gnoerfs en de Huaarg

## Uitvindingen
In dit verhaal spelen de volgende uitvindingen van professor Barabas een rol:
- de teletransfor, de teletijdmachine, de teletijdarmbanden, de Barabarley

## Het verhaal
Professor Barabas ontwikkeld een genetisch gemanipuleerd virus met het doel cellen te verjongen, maar de cellen worden agressief. Nestor heeft honderdduizenden euro's in het project geïnvesteerd en wil eeuwig leven. Hij biedt aan om zelf proefpersoon te worden, maar professor Barabas weigert. Suske en Wiske komen met een pan soep bij de professor als Nestor kwaad het laboratorium verlaat. De professor is kwaad en vernietigt het virus, maar dan komt een overvaller het laboratorium binnen. De overvaller verlaat het laboratorium met een buisje met het virus. Suske en Wiske nemen de professor mee naar huis, waar de vrienden hem proberen op te vrolijken. Lambik en Jerom willen met Nestor praten en tante Sidonia wil de professor met wat koekjes verwennen. Maar de professor gaat zonder iets te zeggen weg, waarna Suske en Wiske hem opzoeken in zijn laboratorium. Professor Barabas gooit daar al zijn spullen weg, hij is van mening dat de wetenschap hem enkel ongeluk heeft gebracht.
Lambik en Jerom bezoeken Nestor, maar hij ontkent iets met de diefstal van het virus te maken te hebben. Als de vrienden zijn vertrokken, laat Nestor zijn bediende George een injectie geven. Het heeft erg snel effect en als George een borrel heeft gehaald, wordt hij aangevallen door een zombie. Het virus blijkt Nestor in een Zombie te hebben veranderd. George verandert ook in een zombie nadat hij gebeten is en samen gaan ze op zoek naar het virus van professor Barabas. Suske probeert professor Barabas tegen te houden als hij al zijn spullen kapotslaat. Zelfs de teletransfor wordt stukgeslagen, de professor vindt dat het ongeluk heeft gebracht in De dulle griet en De nachtwachtbrigade. Dan wil de professor zichzelf terugflitsen naar een tijd waarin de wetenschap nog niet bestaat. Hij schiet Suske neer met een verdovingspistool en legt hem op een stoel. Als de vrienden bij het laboratorium komen zien ze nog net de flits van de teletijdmachine, maar het toestel is niet meer te gebruiken.
De professor komt in een andere omgeving terecht en wil als één met de natuur gaan leven, maar wordt al snel aangevallen door een schrikvogel. Daarna wordt de professor meegenomen naar een dorp door drie gewapende mannen die hem aanzien voor een spion van de Huaargs. Hij wordt naar een hut gebracht, waar hij indruk probeert te maken met een aansteker. Dan wordt hij aangezien voor slechte geest en hij wordt gevangengezet. De vrienden ontdekken dat ook de teletijdarmbanden zijn stukgemaakt. Jerom vindt dat de keuze van de professor gerespecteerd moet worden, maar dan horen de vrienden lawaai. Lambik ziet zombies voor de deur en Jerom kan hem net op tijd naar binnen trekken. De vrienden barricaderen het huis van de professor en zien op tv dat er overal aanvallen van zombies plaatsvinden. Lambik vertelt dan dat hij thuis nog een teletijdarmband heeft liggen en Suske en Wiske worden eropuit gestuurd om deze te halen. De kinderen rijden op de Barabarley, een soort motorfiets, maar ontdekken dat de zombies enorm snel kunnen fietsen. 
Professor Barabas moet als slaaf het beeld van Bedilal schrobben en ziet een vrouw die smeekt haar kind beter te maken. Hij biedt aan een kruidendrankje te maken en plukt vlier, knoflook, guldenroede, echinacea, pau d'arco en duizendblad. Suske en Wiske komen bij het huis van Lambik en laten de Barabarley door het slaapkamerraam vliegen. Ze vinden de teletijdarmband en Suske ziet dan de verzameling legerspullen van Lambik. Hij gebruikt gasmaskers en een rookbom om de zombies te vertragen en rijdt met Wiske weg. Ze duiken met de Barabarley in de rivier en de zombies zien Suske wegzwemmen. Wiske is er niet, er zat een pop op de Barabarley. Ze is al richting het laboratorium van professor Barabas gegaan en kan door de schoorsteen binnenkomen. Professor Barabas wordt ter dood veroordeeld als het kind dood blijkt te zijn gegaan. Hij wordt op een brandstapel gezet, maar gelukkig blijkt iets later dat het kind toch genezen is. Professor Barabas wordt naar Totebel gebracht en hij wordt Veeloog genoemd, de officiële tovenaar van de Gnoerfs. 
Suske weet met behulp van een list in het laboratorium binnen te komen. Suske en Wiske verkleden zich, maar dan kan Jerom de voordeur niet langer dichthouden en de zombies komen binnen. Tante Sidonia wordt gebeten en verandert ook in een zombie. De kinderen flitsen zichzelf naar het verleden en Lambik en Jerom proberen de zombies tegen te houden, maar dan wordt ook Jerom gebeten. Lambik vlucht een kluis in en sluit deze af. Professor Barabas is gelukkig als tovenaar en hij moet problemen oplossen. Door een lawine is de enige waterbron in de omgeving afgesloten. De professor baalt ervan dat hij zijn wetenschappelijke kennis moet inzetten en gaat op zoek naar zwavel. De professor maakt een toverbol en blaast de stenen weg, waarna er weer water verschijnt uit de bron. Suske en Wiske arriveren in het verleden en Wiske wordt opgeslokt door een vleesetende plant. De kinderen worden ontdekt en als spion aangezien, ze worden meegenomen naar het dorp. 
Koningin Totebel wil dat professor Barabas nog meer toverbollen maakt. Ze strijdt al jaren tegen Voenkeroep, maar hun stammen zijn even sterk. De professor weigert oorlogswapens te maken, maar dan worden Suske en Wiske binnen gebracht en de professor wordt gedwongen de toverbollen te maken. 's Avonds hoort de professor over het probleem met de zombies van zijn vrienden. Als hij de hut uitloopt, wordt hij door Totebel gepakt en hij moet het geheim van de armband vertellen. De professor legt uit dat je daarmee door de tijd kunt reizen, waarna Bakketoe op een knop drukt en verdwijnt. Bakketoe verschijnt in de kluis naast Lambik en wil Lambik aanvallen. Lambik opent de kluisdeur en grijpt de teletijdarmband, waarna hij verdwijnt. Suske en Wiske laten de professor ontsnappen en ze vluchten het bos in. Ze worden aangevallen door een sabeltandtijger, maar dan verschijnt Lambik en hij kan het dier verslaan. Als Lambik de vrienden weer naar het heden wil flitsen, vertelt de professor dat hij eerst dingen in het verleden moet oplossen.
De vrienden zien de Gnoerfs in een stoet lopen en besluiten de Huaargs te waarschuwen. Suske en Wiske rennen naar het dorp en weten bij de koning te komen. Ze weten hem te overtuigen en hij laat het dorp ontruimen. Dan ziet Wiske een afbeelding van Totebel en ze hoort dat ze een koppel vormde met de koning van de Huaargs. Helaas kregen de beide vaders, de stamhoofden, ruzie en brak er oorlog uit. Toen het voormalige koppel zelf stamhoofd werd, werd de strijd alleen maar grimmiger. Wiske herinnert zich dat Totebel steeds een beeldje aaide en deze had grote gelijkenis met de koning van de Huaargs. Dan vallen de Gnoerfs het dorp aan. Lambik en de professor maken een nieuw explosief en schieten dit af. De erts die gebruikt is reageert met de wolken en er ontstaat regen. De granaten ontploffen nu niet meer en Suske en Wiske brengen Voenkeroep naar Totebel. De ruzie wordt bijgelegd en de vrienden flitsen weer naar hun eigen tijd. Het laboratorium blijkt vernietigd te zijn en Bakkestoe vecht nog steeds tegen de zombies. 
De professor krijgt hoop nu hij ziet dat Bakkestoe nog steeds niet in een zombie is veranderd. Bakkestoe is immuun voor het virus en met behulp van zijn bloed kan de professor een antistof maken. De professor heeft een reageerbuisje met het virus nodig, maar het laboratorium is vernietigd. Suske herinnert zich dat de professor veel van zijn spullen in de vuilcontainer gegooid heeft en ze vinden nog een buisje en een injectiespuit. Dan vallen de zombies aan en Lambik wordt door Sidonia-zombie gebeten. Suske, Wiske en professor Barabas kunnen met de vuilcontainer ontsnappen naar de auto, maar dan wordt ook Suske gebeten. Professor Barabas en Wiske vluchten met de auto en ze vinden Bakkestoe. De professor kan bloed van hem afnemen en maakt de antistof, maar ook hij wordt door de zombies gegrepen. 
De professor gooit de spuit naar Wiske, maar Suske slaat de spuit stuk en bijt Wiske. Wiske verandert in een zombie, maar kort daarna wordt ze dankzij de dampen van de antistof weer normaal. Ook Suske verandert weer in zichzelf en al snel worden alle zombies weer mens. De vrienden gaan naar Nestor, hij heeft aanvaard dat hij niet eeuwig leven zal en probeert zoveel mogelijk schade te herstellen met zijn fortuin. Hij is al begonnen met de herbouw van het laboratorium van professor Barabas. Professor Barabas beseft dat de wetenschap altijd in dienst zal zijn van het goede en het kwade. Hij heeft de teletijdmachine hersteld en Jerom heeft met Bakkestoe gesproken. Bakkestoe is eindelijk rustig en wordt weer naar zijn eigen tijd geflitst door Lambik, die nog stiekem een wiel meegeeft.